# Список христианских ересей
Каждая христианская деноминация имеет собственный список течений мысли, которые она считает еретическими.

## Ереси с точки зрения различных неправославных христианских конфессий
| Учения                          | Учения                                        | Католицизм    | Традиционный протестантизм   | Традиционный протестантизм   | Традиционный протестантизм   | Древневосточные церкви      | Древневосточные церкви                |
| Учения                          | Учения                                        | Католицизм    | Лютеранство                  | Кальвинизм                   | Англиканство                 | Ассирийская Церковь Востока | Древневосточные «православные» Церкви |
| ------------------------------- | --------------------------------------------- | ------------- | ---------------------------- | ---------------------------- | ---------------------------- | --------------------------- | ------------------------------------- |
| Первохристианские               | Гностицизм                                    | Да, ересь     | Да, ересь                    | Да, ересь                    | Да, ересь                    | Да, ересь                   | Да, ересь                             |
| Первохристианские               | Монтанизм                                     | Да, ересь     | Да, ересь                    | Да, ересь                    | Да, ересь                    | Да, ересь                   | Да, ересь                             |
| Антитринитарные                 | Арианство                                     | Да, ересь     | Да, ересь                    | Да, ересь                    | Да, ересь                    | Да, ересь                   | Да, ересь                             |
| Антитринитарные                 | Македонианство                                | Да, ересь     | Да, ересь                    | Да, ересь                    | Да, ересь                    | Да, ересь                   | Да, ересь                             |
| Антитринитарные                 | Тритеизм                                      | Да, ересь     | Да, ересь                    | Да, ересь                    | Да, ересь                    | Да, ересь                   | Да, ересь                             |
| Антитринитарные                 | Филиокве                                      | Нет, не ересь | Нет, не ересь (с оговорками) | Нет, не ересь (с оговорками) | Нет, не ересь (с оговорками) | Да, ересь                   | Да, ересь                             |
| Антитринитарные                 | Модализм                                      | Да, ересь     | Да, ересь                    | Да, ересь                    | Да, ересь                    | Да, ересь                   | Да, ересь                             |
| Дохалкидонские христологические | Аполлинарианство                              | Да, ересь     | Да, ересь                    | Да, ересь                    | Да, ересь                    | Да, ересь                   | Да, ересь                             |
| Дохалкидонские христологические | Миафизитство                                  | Да, ересь     | Да, ересь                    | Да, ересь                    | Да, ересь                    | Да, ересь                   | Нет, не ересь                         |
| Дохалкидонские христологические | Несторианство                                 | Да, ересь     | Да, ересь                    | Да, ересь                    | Да, ересь                    | Нет, не ересь               | Да, ересь                             |
| Дохалкидонские христологические | Монофизитство                                 | Да, ересь     | Да, ересь                    | Да, ересь                    | Да, ересь                    | Да, ересь                   | Да, ересь                             |
| Поздние византийские            | Монофелитство                                 | Да, ересь     | Да, ересь                    | Да, ересь                    | Да, ересь                    | Да, ересь                   | Нет, не ересь (с оговорками)          |
| Поздние византийские            | Иконоборчество                                | Да, ересь     | Нет, не ересь                | Нет, не ересь                | Нет, не ересь                | Да, ересь                   | Да, ересь                             |
| Традиционные римские            | Папизм                                        | Нет, не ересь | Да, ересь                    | Да, ересь                    | Да, ересь                    | Да, ересь                   | Да, ересь                             |
| Панпротестантские               | Об оправдании только верой                    | Да, ересь     | Нет, не ересь                | Нет, не ересь                | Нет, не ересь                | Да, ересь                   | Да, ересь                             |
| Панпротестантские               | О Богодухновенности только Священного Писания | Да, ересь     | Нет, не ересь                | Нет, не ересь                | Нет, не ересь                | Да, ересь                   | Да, ересь                             |
| Панпротестантские               | О непочитании святых                          | Да, ересь     | Нет, не ересь                | Нет, не ересь                | Нет, не ересь                | Да, ересь                   | Да, ересь                             |
| Мариологические                 | О Непорочном Зачатии Девы Марии               | Нет, не ересь | Да, ересь                    | Да, ересь                    | Да, ересь                    | Да, ересь                   | Да, ересь                             |
| Мариологические                 | О взятии в Небесную Славу Девы Марии          | Нет, не ересь | Да, ересь                    | Да, ересь                    | Да, ересь                    | Да, ересь                   | Да, ересь                             |

## Ереси с точки зренияПравославной церкви
С точки зрения ортодоксального христианства, ересь — это учение, осужденное в Священном Писании (например, николаиты) или Вселенскими Соборами, Поместными Соборами, усвоившими вселенский авторитет, Святыми Отцами или иными источниками Священного Предания.
Иоанн Дамаскин, преподобный, живший в VIII веке на Востоке, считал, существуют четыре первоереси: «варварство», «скифство», «иудейство» и «эллинство» (наименования происходят от творений апостола Павла (Послание к Колоссянам, глава 3, стих 11)).

### Традиционная классификация

#### Список Иоанна Дамаскина
В трактате «О ересях» преподобный Иоанн называет еретическими следующие сто учений, располагая их в хронологическом порядке:
| Раздел трактата                           | Виды ереси | Считали, что … |
| ----------------------------------------- | --- | --- |
| Первое отделение первой книги (киши)      | Пифагорейцы (перипатетики) | Бог един; всё, что находится выше, чем Луна, относится к Небесам; реинкарнация возможна и существует. |
| Первое отделение первой книги (киши)      | Платоники | Существует Бог, материя, форма, мир, возникший и телесный; реинкарнация возможна; не исключается существование многих богов, исходящих из одного; семья не должна существовать, а женщины должны находиться «в общем владении».                       |
| Первое отделение первой книги (киши)      | Стоики | Бог — это окружающий мир, но, возможно, имеет огненную сущность; реинкарнация существует, но душа при этом наверняка смертна. |
| Первое отделение первой книги (киши)      | Эпикурейцы | Материя — первоисточник всего, Бога нет; цель жизни — получение максимального удовольствия. |
| Первое отделение первой книги (киши)      | Самариты: горфины, иевусеи, ессины, досфины | Иудейская религия в целом верна, но не совсем: так, например, неверно учение о всеобщем воскресении и все пророчества, бывшие после Моисея. Разнятся по времени совершения празднеств. Досфины считают необходимым неукоснительное исполнение Закона. |
| Первое отделение первой книги (киши)      | Книжники | Необходимо неукоснительное исполнение Закона, но при этом действия определяет сам книжник. |
| Первое отделение первой книги (киши)      | Фарисеи | Закон непреложен и необходим. |
| Первое отделение первой книги (киши)      | Саддукеи | Иудейские верования верны, но воскресения мёртвых не будет и ангелов нет. |
| Первое отделение первой книги (киши)      | Имероваптисты (имеробаптисты) | Иудеи правы, однако необходимо также ежедневное крещение водой. |
| Первое отделение первой книги (киши)      | Оссины | Необходим для исполнения не только Закон, но и некие иные предписания, однако большая часть пророков — лжецы. |
| Первое отделение первой книги (киши)      | Нассариеи | Вкушение мяса запрещено; Пятикнижие — не творение Моисея, в отличие от низких иных книг. |
| Первое отделение первой книги (киши)      | Иродиане | Мессия — царь Ирод. |
| Также упоминаются:                        | | |
| Второе отделение первой книги (киши)      | Симониане, менандриане, сарторнилиане, василидиане, николаиты, гностики, карпократиане, коринфиане, назореи, евионеи, валентиниане, секундиане, птолемеи                                                                                | Симониане, менандриане, сарторнилиане, василидиане, николаиты, гностики, карпократиане, коринфиане, назореи, евионеи, валентиниане, секундиане, птолемеи                                                                                              |
| Третье отделение второй книги             | Маркосеи, колорвасеи, ираклеониты, офиты, каиниты, сифиане, архонтики, кердониане, маркиониты, лукианисты, апеллиане, севириане, татиане                                                                                                | Маркосеи, колорвасеи, ираклеониты, офиты, каиниты, сифиане, архонтики, кердониане, маркиониты, лукианисты, апеллиане, севириане, татиане |
| Четвёртое отделение второй книги          | Енкратиты, катафригасты, пепузиане, четыренадесятники, слоги, адамиане, сампсеи и елкесеи, феодотиане, мелхиседекиане, вардесианисты, ноитиане, величии, кафары, ангелики, апостолики, савеллиане, оригенисты двух видов                | Енкратиты, катафригасты, пепузиане, четыренадесятники, слоги, адамиане, сампсеи и елкесеи, феодотиане, мелхиседекиане, вардесианисты, ноитиане, величии, кафары, ангелики, апостолики, савеллиане, оригенисты двух видов                              |
| Пятое отделение второй книги              | Павлианисты, манихеи, иеракиты, мелетиане (милетиане), ариане | Павлианисты, манихеи, иеракиты, мелетиане (милетиане), ариане |
| Шестое отделение третьей книги            | Авдиане, фотиниане, маркеллиане, полуариане, духоборцы, аэриане, аэтиане | Авдиане, фотиниане, маркеллиане, полуариане, духоборцы, аэриане, аэтиане |
| Седьмое отделение третьей книги           | Димириты, антидикомарианиты, коллиридиане, массалиане | Димириты, антидикомарианиты, коллиридиане, массалиане |
| Последняя часть (вне общей классификации) | Несториане, евтихианисты, египтяне, афтартодокиты, агнаиты, варсануфиты, икеты, гносимахи, илиотропиты, фнитопсихиты, агониклиты, феокатогносты, христолиты, эфнофроны, донатисты, ификопроскопты, парерминевты, лампетиане, монофелиты | Несториане, евтихианисты, египтяне, афтартодокиты, агнаиты, варсануфиты, икеты, гносимахи, илиотропиты, фнитопсихиты, агониклиты, феокатогносты, христолиты, эфнофроны, донатисты, ификопроскопты, парерминевты, лампетиане, монофелиты               |
| Последняя часть (вне общей классификации) | «Доныне усиливающаяся, вводя народ в заблуждение, вера измаильтян, являющаяся предтечей антихриста» | |

#### Ересь иконоборчества
Уже после написания вышеназванного трактата, в 787 году, VII Вселенским Собором была осуждена ещё одна немаловажная ересь — непочитание икон, и был утверждён догмат об иконопочитании. Тематически данную ересь относят к христологическим.

### Современная классификация

#### Гностическиеереси
- Авелиты[7]
- Акефалы[8]
- Альбигойцы[9]
- Апеллеяне[10]
- Богомилы[11]
- Борбориты
- Докетизм[12]
- Каиниты
- Катары[13]
- Лукианисты[10]
- Манихеи[14]
- Маркиониты[10]
- Николаиты[15]
- Офиты[10]
- Павликиане
- Сифиане (сифиты)[10]
- Татиане[10]

#### Антитринитарныеереси
- Савеллианство[16]
- Арианство[14][17]
- Аномейство
- Македонианство (пневматомахи, духоборчество)[18]
- Тритеизм[19]
- Даминианство
- Филиокве[20]

#### Экклесиологическиеереси
- Монтанизм
- Арнольдисты
- Архонтики
- Афингане
- Борбориты
- Донатисты

#### Христологическиеереси
- Аполлинарианство[21]
- Несторианство[22]
- Евтихианство (Монофизитство)[22]
- Монофелитство[22]
- Миафизитство[23]

#### Мариологическиеереси
- Непорочное зачатие Девы Марии

#### Прочие ереси
- Пелагианство[24]
- Флагеллантство
- Исохристы
- Папизм

Представители всех прочих христианских конфессий (при наличии у них четко выраженной догматической позиции) могут принимать или отвергать вышеуказанные учения. При этом несогласных со своей позицией они (за некоторыми исключениями) считают еретиками.

### Ереси в русском православии

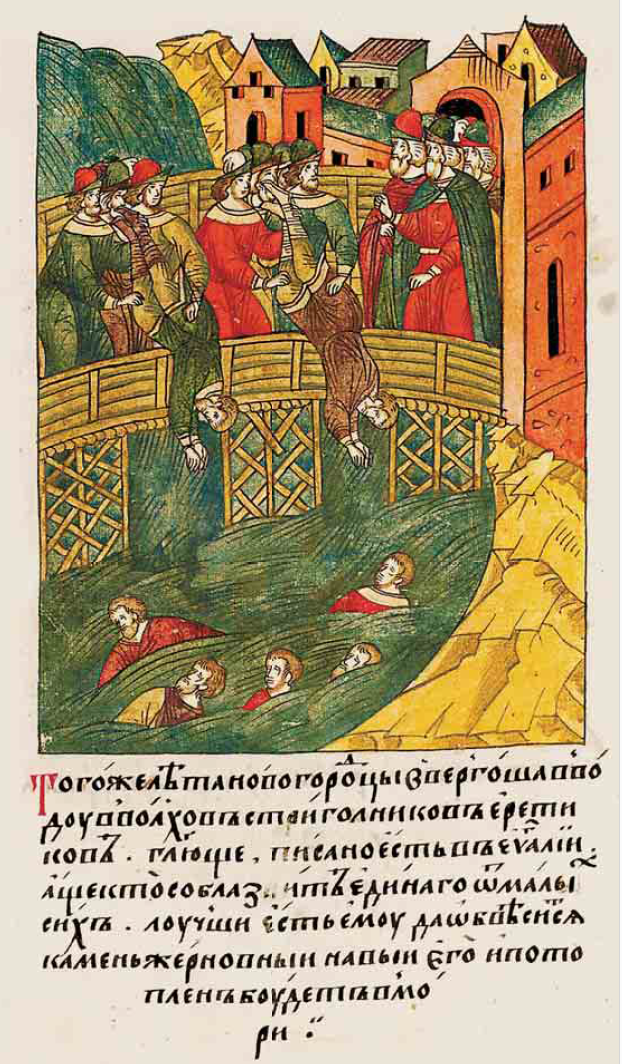
Казнь стригольников в Новгороде в 1375 году. Лицевой летописный свод (9 том страница 98) XVI век

В истории Русской православной церкви следующие религиозные движения рассматривались как еретические:
- Стригольники в XIV веке;
- Ересь жидовствующих в XV веке;
- Толстовство на рубеже XIX—XX веков.

В свою очередь Русская православная церковь, с точки зрения последователей этих учений, является еретической организацией.